# Seznam otokov na Hrvaškem
Seznam otokov hrvaškega Jadrana, urejen po površini. Na Hrvaškem je 1246 otokov, od tega jih je 66 naseljenih. Hrvaški Jadran sicer obsega 1778 km obale, skupaj z obalami otokov pa kar 4012 km.
Otok (površina je večja od 1 km²); otoček (površina je manj kot 1 km² in več kot 0,01 km²). 

## Otoki (s površino nad 1 kv. km)
1. Cres, 405,7 km²
2. Krk, 405,22 km²
3. Brač, 394,41 km²
4. Hvar, 299,6 km²
5. Pag, 284,6 km²
6. Korčula, 279,03 km²
7. Dugi otok, 124 km²
8. Mljet, 100,4 km²
9. Vis, 90,3 km²
10. Rab, 86,11 km²
11. Lošinj, 74,68 km²
12. Pašman, 63 km²
13. Šolta, 51,9 km²
14. Ugljan, 50,21 km²
15. Lastovo, 46,9 km²
16. Brioni, 36,3 km² (skupina otokov: Veli Brion, Mali Brion, Jerolim, Krasnica (Vanga), Vrsar, Grunj, Galija, Obljak, Supin, Kotež, Sv. Marko)
17. Kornat, 32,44 km²
18. Čiovo, 28,12 km²
19. Olib, 26,14 km²
20. Molat, 22,18 km²
21. Vir, 22,07 km²
22. Murter, 17,57 km²
23. Unije, 16,87 km²
24. Iž, 16,51 km²
25. Šipan, 16,22 km²
26. Sestrunj, 15,12 km²
27. Žirje, 15,07 km²
28. Žut, 14,82 km²
29. Silba, 14,27 km² (14,98=napaka?)
30. Prvić (pri Krku), 12,75 km²
31. Drvenik Veli, 11,69 km²
32. Ist, 9,73 km²
33. Premuda, 8,66 km²
34. Plavnik, 8,64 km²
35. Maun, 8,63 km²
36. Šćedro, 8,36 km²
37. Zlarin, 8,04 km²
38. Kaprije, 7,11 km²
39. Sveti Grgur, 6,37 km²
40. Biševo, 5,84 km²
41. Veliki Brijun/Veli Brion, 5,6 km²
42. Ilovik, 5,88 km²
43. Sveti Klement, 5,27 km²
44. Dolin, 4,62 km²
45. Goli otok, 4,53 km²
46. Lopud, 4,63 km²
47. Rivanj, 4,4 km²
48. Svetac, 4,19 km²
49. Zverinac, 4,17 km²
50. Sušac, 4,02 km²
51. Škarda, 3,78 km²
52. Susak, 3,77 km²
53. Rava, 3,63 km²
54. Jakljan, 3,45 km²
55. Drvenik Mali, 3,42 km²
56. Kakan, 3,38 km²
57. Zmajan, 3,3 km²
58. Prežba, 2,8 km²
59. Tijat, 2,86 km²
60. Piškera, 2,66 km²
61. Zeča, 2.55 km2
62. Koločep, 2,43 km²
63. Prvić (pri Šibeniku), 2,37 km²
64. Vrgada, 2,31 km²
65. Lavdara, 2,27 km²
66. Tun Veli, 2,21 km²
67. Škrda, 2,05 km²
68. Levrnaka, 1,84 km²
69. Lavsa, 1,78 km²
70. Sit, 1,77 km²
71. Kurba Vela, 1,74 km²
72. Mali Brijun/Brion, 1,7 km²
73. Mrčara, 1,45 km²
74. Arta Velika, 1,27 km²
75. Vele Srakane, 1,18 km²
76. Katina, 1,12 km²
77. Planik, 1,05 km²
78. Vele Orjule, 1,05 km²
79. Smokvica Vela (Kornat), 1,04 km²

## Otočki
1. Badija
2. Sveti Petar
3. Žižanj
4. Olipa
5. Škulj
6. Gangaro
7. Babac
8. Koludarac
9. Tramerka
10. Kopište
11. Sveti Marko
12. Lokrum
13. Marinkovac
14. Šilo Veliko
15. Proizd
16. Češvinica
17. Stipanska
18. Murvenjak
19. Lunga (Kornat)
20. Male Srakane
21. Košara
22. Obonjan
23. Radelj
24. Zečevo (Pag)
25. Kobrava
26. Kručica
27. Arkanđel
28. Kurba Mala
29. Saplun
30. Glavoč
31. Mana
32. Oruda
33. Zvirinovik
34. Krknata
35. Orud
36. Arta Mala
37. Logorun
38. Aba Duga
39. Knežak
40. Oključ
41. Krapanj
42. Maslinovik
43. Mišjak Veli
44. Tetovišnjak Veliki
45. Kasela
46. Lupac
47. Male Orjule
48. Gangarol
49. Ošljak
50. Trstenik (Cres)
51. Mišjak Mali
52. Šćitna
53. Veliki Budikovac
54. Kameni Žakan
55. Drvenik (Zlarin)
56. Ravni Žakan
57. Dobri Otok
58. Ruda
59. Stomorina
60. Luški Otok
61. Gustac
62. Palagruža
63. Gustac (Kornat)
64. Vrnik
65. Borovnik (Kornat)
66. Trstenik (Korčula)
67. Sveta Fumija
68. Svršata Velika
69. Ravnik
70. Mažirina
71. Dolfin
72. Rašip Veliki
73. Vodnjak Veliki
74. Tajan (Pelješac)
75. Oblik (Zlarin)
76. Gominjak
77. Žutska Aba
78. Borovnjak Veliki
79. Moračnik
80. Balkun
81. Pomeštak
82. Planjak
83. Zminjak
84. Gornja Aba
85. Tmara
86. Ošjak
87. Sestrica Vela
88. Kozjak
89. Jerolim
90. Veli Pržnjak
91. Veli Otok
92. Utra
93. Morovnik
94. Gustac (Žut)
95. Mrkan
96. Krasnica (Vanga)
97. Veruda
98. Bršćak
99. Vinik Veliki
100. Velika Sestrica
101. Ceja
102. Veliki Brušnjak
103. Bratin
104. Smokvica Vela
105. Obun
106. Veliki Školj (Ugljan)
107. Velika Dajna
108. Fenera
109. Borovac (Hvar)
110. Balabra Velika
111. Brušnjak
112. Veliki Školj (Molunat)
113. Lutrošnjak (Strošnjak)
114. Sestrica Mala
115. Sridnjak
116. Rašip Mali
117. Tramerčica
118. Krbela Vela
119. Majsan
120. Komornik
121. Panitula Velika
122. Veliki Sikavac
123. Crveni Otok (Sveti Andrija)
124. Idula
125. Bavljenac
126. Sridnji Otok
127. Južni greben
128. Jaz (otok)
129. Vrhovnjak
130. Mamon
131. Zapadni greben
132. Mali Sikavac
133. Garmenjak Veli
134. Galešnjak
135. Vlašnik
136. Sveti Jerolim (otok)
137. Bodulaš
138. Sveti Nikola (otok)
139. Sveta Katarina (otok)
140. Velika Kotula
141. Dražemanski Veliki
142. Uljanik
143. Tun Mali
144. Skala Velika
145. Dubovac
146. Koritnjak
147. Vodenjak (Ist)
148. Klobučar
149. Muntan
150. Rakitan
151. Zečevo (Hvar)
152. Sveti Juraj (Vrsar)
153. Otok (Trogir)
154. Tajan (Jakljan)
155. Dugo
156. Frašker
157. Borovnjak Mali
158. Buč Veli
159. Ravan
160. Sr. Sestrica (Rivanj)
161. Sveti Ivan
162. Čavlin
163. Lucmarinjak
164. Planikovac
165. Mrtovnjak (Kurba Vela)
166. Crkvina
167. Crklica
168. Sestrica Velika (Kornat)
169. Sutvara
170. Krknjaš Veli
171. Mali Pržnjak
172. Brguljski Otok
173. Maškin
174. Tegina
175. Obručan Veliki
176. Veliki Laganj
177. Bisaga (Kornat)
178. Tajnik
179. Grujica
180. Garmenjak Veliki
181. Svilan
182. Prišnjak Veli
183. Dužac Veliki
184. Dugi Školj
185. Petrovac
186. Mrtovnjak (Dugi otok)
187. Ljutac
188. Fulija
189. Školjić (Vir)
190. Murtar
191. Bisaga (Murter)
192. Šipnata
193. Burnji Školj (Greben Školj)
194. Mežanj
195. Srednji greben
196. Tomešnjak (Gaćinov Školj)
197. Ćutin Veli
198. Mišjak
199. Glavat (Mljet)
200. Vodenjak (Kornat)
201. Tovarnjak (Molat)
202. Planičić
203. Mrtonjak
204. Kluda
205. Kotež
206. Ražanac Veliki (Istočni Školj)
207. Skrižanj Veliki
208. Tovarnjak (Žut)
209. Smokvenjak
210. Oblik (Vrgada)
211. Kamešnjak Mali
212. Grbavac
213. Tetovišnjak Mali
214. Košljun
215. Kamešnjak Veliki
216. Prčevac
217. Glurović
218. Veli Osir
219. Pločica (otok)
220. Veli Planatak
221. Veliki Paržanj
222. Levan
223. Koversada
224. Maslinjak (Kornat)
225. Dvainka
226. Planac
227. Daksa
228. Velika Sestrica (Rovinj)
229. Dužac (Tetovišnjak Veliki)
230. Prišnjak (Murter)
231. Golac (Molat)
232. Bobara
233. Rudula
234. Kozina
235. Gaz
236. Sveta Katarina (Pašman)
237. Polebrnjak
238. Lovorikovac
239. Dugi Vlašnik
240. Smokvica
241. Galun
242. Vinik Mali
243. Veliki Školj (Mljet)
244. Veliki Školj (Grgetov rt)
245. Maslinjak (Ist)
246. Vrsar
247. Garmenjak
248. Obljak (Molat)
249. Sušica
250. Kraljak
251. Jančar
252. Gira
253. Lukovnik
254. Zečevo (Krk)
255. Magarčić
256. Mali Plavnik
257. Andrija
258. Veliki Školj (Pakoštane)
259. Šilo
260. Lavdara Mala
261. Škrovada
262. Kraljevac
263. Pinizelić
264. Brskvenjak
265. Balun
266. Otok Greben
267. Mrtovac (Mrtvac)
268. Galija
269. Kosor
270. Lukovac (Mag)
271. Hrbošnjak (Murter)
272. Palacol
273. Pusti Otok
274. Brusnik
275. Maslinovac (Pelješac)
276. Garmenjak Mali
277. Lukar
278. Borovnik (Murter)
279. Zabodaski
280. Kamenjak (Premuda)
281. Galičak
282. Hrid Masarine
283. Komorica
284. Srednji Vlašnik
285. Krbela Mala
286. Bisage
287. Bisače
288. Kormat 2
289. Ražanac Mali (Zapadni Školj)
290. Prduša Vela
291. Kosmač Veliki
292. Borovac (Mljet)
293. Obljak (Mali Brijuni)
294. Kormat 1
295. Visoki
296. Samograd
297. Prišnjak Mali
298. Maslinjak (Murter)
299. Krava
300. Gornji Vlašnik
301. Plešćina
302. Veli Školj
303. Host
304. Mali Brušnjak
305. Gubavac (Korčula)
306. Plitki Kukuljar (Vodnjak)
307. Ravna Sika
308. Otočić
309. Arženjak Veliki
310. Gojak
311. Obrovanj
312. Trasorka
313. Salamun
314. Tukošćak
315. Paržanj
316. Grmej
317. Kudica
318. Skala Mala
319. Supetar
320. Preč
321. Črnikovac
322. Lukovac (Hvar)
323. Šip
324. Velika Kneža
325. Otočac
326. Bisaga Velika (Žut)
327. Kosmerka
328. Grunj
329. Ovrata
330. Sveti Andrija
331. Pod Kopište
332. Sparušnjak
333. Arženjak Mali
334. Veliki Paranak
335. Borovnik (Sit)
336. Samunćel
337. Mala Sestrica (Rivanj)
338. Košarica (Maslinjak)
339. Kamenar
340. Krknjaš Mali
341. Galovac (Školji)
342. Pučenjak
343. Goljak
344. Artina
345. Runjava Kotula
346. Mrtovnjak (Maćin Školj)
347. Katarina
348. Garmenjak Mali
349. Obljak (Korčula)
350. Panitula Mala
351. Abica
352. Lukovnjak
353. Artica
354. Stambedar
355. Lunga
356. Mišnjak (Rab)
357. Školjić Veliki
358. Karantunić
359. Kristović
360. Buč Mali
361. Sestrica Mala (Kornat)
362. Figarola
363. Mali Paranak
364. Smokvica Mala
365. Galičnjak
366. Strižnjak
367. Žavinac Veliki
368. Mačaknar
369. Veliki Maslinjak
370. Otoci Lukavci 1
371. Purara
372. Dražemanski Mali
373. Mala Palagruža
374. Piščena Veliki
375. Dužac Mali
376. Mali Budikovac
377. Prduša Mala
378. Rutnjak
379. Fraškerić
380. Bikarijica
381. Mišnjak (Šipan)
382. Gubavac Veliki
383. Visoki Kukuljar (Babuljak)
384. Pohlib
385. Otoci Salamun
386. Fenoliga
387. Maslinovac (Dugi Otok)
388. Kosmeč
389. Gušteranski
390. Mimonjak
391. Ričul
392. Golubinjak Veliki
393. Jabuka
394. Merara
395. Sturag
396. Tovarnjak (Prišnjak)
397. Lirica
398. Trumbuja
399. Rasparašnjak
400. Borovac (Sv. Klement)
401. Mišnjak (Ugljan)
402. Veliki Lagan (Lagnići)
403. Mala Sestrica (Rovinj)
404. Prišnjak
405. Šailovac
406. Gojca
407. Velika Dajnica
408. Vlaka
409. Šilo Malo (Crnikovac)
410. Kamenjak 1 (Korčula)
411. Lukovac (Mljet)
412. Maslinjak (Žut)
413. Oštrica
414. Veliki Školj (Pelješac)
415. Veštar
416. Tajan Veliki
417. Pulari
418. Knežačić
419. Hrbošnjak (Žirje)
420. Makarac
421. Galijola
422. Premanturski Školjić
423. Lisac
424. Glavat (Lastovo)
425. Sovljak
426. Blitvenica
427. Vrtlac (Žirje)
428. Sokol
429. Stupa
430. Veliki Barjak
431. Trimulić Veliki
432. Školjić (Iž)
433. Zaklopatica
434. Hrid Kurjak
435. Otoci Lukavci 2
436. Visovac
437. Bisaga Velika (Pašman)
438. Duga
439. Hrid Pregaznik
440. Sveta Marija
441. Pokonji Dol
442. Lukovac Srednji
443. Mišnjak (Unije)
444. Fržital
445. Divna
446. Stupa Velika
447. Otočić (Divulje)
448. Dragunara
449. Saskinja
450. Rončić
451. Dupinić Veliki
452. Sedlo
453. Gospin Školj
454. Čerigul
455. Maslinovac (Mljet)
456. Lukvenjak
457. Muljica Velika
458. Šekovac
459. Maslinjak (Radelj)
460. Puh
461. Svršata Mala
462. Krpeljina
463. Gališnik
464. Rogačić
465. Pomerski Školjić
466. Mala Kneža
467. Skrižanj Mali
468. Supin
469. Veseljuh
470. Brnjestrovac
471. Mali Dolfin
472. Hrid Podmrčaru
473. Mali Planatak
474. Hrid Mali Goli (Goli otok)
475. Mali Paržanj
476. Dužac
477. Kamenjak 2 (Korčula)
478. Sestrice (Ist)
479. Ula
480. Čavatul
481. Mrduja
482. Rutvenjak Veliki
483. Vrtlić (Kurba Vela)
484. Gusti Školj
485. Sustipanac
486. Školjić Mali
487. Koromašna
488. Sveta Justina
489. Vješala
490. Mala Kotula
491. Kamenjak (Ist)
492. Hrid Hripa
493. Sridnjak (Rab)
494. Tužbina
495. Babina guzica
496. Mali Laganj
497. Hrid Sveti Anton
498. Mlin
499. Lučnjak
500. Žavinac Mali
501. Gubeša
502. Smokvica Mala (Kornat)
503. Mumonja
504. Hrid Šestakovac
505. Kamenica
506. Sestrica Velika (Pelješac)
507. Rašipić
508. Školjić (Murter)
509. Golac
510. Pijavica
511. Božikovac
512. Hrid Mišar
513. Otok Života
514. Ošljak Veliki
515. Mala Dajnica
516. Mali Lagan (Lagnići)
517. Dupinić Mali
518. Srednjak (Pelješac)
519. Mali Otok
520. Tatišnjak
521. Dingački Školj
522. Hrid Stolac
523. Galicija
524. Farfarikulac